# Liberace
Liberace, celým jménem Władziu Valentino Liberace, (16. května 1919 – 4. února 1987) byl americký klavírista, hudebník a zpěvák. 

## Život
Narodil se ve městě West Allis ve Wisconsinu do rodiny polského (matka) a italského (otec) původu. Oba jeho rodiče byli hudebníci a jeho starší bratr George hrál na housle. On sám začal hrát na klavír ve čtyřech letech. Profesionální kariéru zahájil ve druhé polovině třicátých let, hrál v divadlech, kabaretech, striptýzových klubech i na svatbách. Ve dvaceti již hrál s Chicagským symfonickým orchestrem. Později patřil k nejlépe placeným hudebníkům světa, vydával alba, vystupoval v televizi, koncertoval po světě a měl dlouhé koncertní rezidence v Las Vegas. V Las Vegas přes třicet let fungovalo jeho muzeum. V srpnu 1985 byl diagnostikován s HIV. Zemřel počátkem roku 1987 v Palm Springs na zápal plic způsobený AIDS ve věku 67 let.